# José Pimentel (ator)
José de Souza Pimentel (Garanhuns, 11 de agosto de 1934 — Recife, 14 de agosto de 2018), conhecido pelo seu nome profissional e artístico como José Pimentel, foi um ator, diretor e escritor teatral brasileiro, além de professor de teatro na faculdade de jornalismo na Universidade Federal de Pernambuco, no Recife.
Em 2008, foi homenageado pela escola de samba recifense São Carlos com o enredo "A saga de José Pimentel, patrimônio vivo da cultura pernambucana". A escola se tornaria campeã do grupo de acesso.
Em 2017, foi incluído na lista dos Patrimônios Vivos de Pernambuco, por interpretar o papel de Jesus por mais de 40 anos.
Faleceu em 14 de agosto de 2018, três dias após completar 84 anos em decorrência de problemas respiratórios (enfisema pulmonar).

## Nova Jerusalém
Por sugestão de um amigo, foi incentivado, devido ao seu porte físico atlético, a representar um soldado romano no espetáculo Paixão de Cristo de Nova Jerusalém que acontece todos os anos, na Semana santa, no Distrito de Fazenda Nova, no Brejo da Madre de Deus, Pernambuco.
Depois de algum tempo, passou a ajudar o gaúcho Plínio Pacheco, idealizador e construtor da cidade-teatro de Nova Jerusalém, assumindo, junto com outros, a iluminação e a sonorização do espetáculo.
Concebeu o sistema de dublagem feito com a gravação da fala dos atores permeada com a trilha sonora do espetáculo. Este sistema é o utilizado até hoje.
De 1968 até 1977 interpretou Pilatos e dois demônios.
Em 1969 substituiu Clênio Wanderley na direção do espetáculo, fazendo algumas modificações no texto até então utilizado.
Em 1978 começou a atuar no papel de Jesus, substituindo o ator Carlos Reis, e continuou até 1996, afastando-se, então, da atuação e da direção, quando os outros responsáveis decidiram utilizar atores da Rede Globo de Televisão como elenco principal no lugar dos atores locais.

## Paixão de Cristo do Recife
Desde 1997 até 2017 José Pimentel fazia a Paixão de Cristo do Recife, idealizada e dirigida por ele que, apesar do tempo, manteve sua marca especial na interpretação de Jesus. O espetáculo começou no Estádio do Arruda e é gratuito desde que mudou para o Marco Zero, no Bairro do Recife Antigo.

## Outras atuações
- Participou do filme Faustão, de 1971, no papel de Anjo Lucena, capangada família Araújo.[5]
- Trabalhou em televisão como ator na novela A Moça do Sobrado Grande.
- Como diretor e apresentador do polêmico programa Sinal Fechado em plena época de ditadura no Brasil, como também ocupou o cargo de diretor na TV Universitária de Pernambuco.
- Hoje tem espetáculo - Peça teatral dirigida por José Pimentel e encenada no Sítio da Trindade, Casa Amarela pelos alunos da oficina de teatro ministrada por ele.
- A Batalha dos Guararapes. Assim nasceu a pátria - Escrita e dirigida por José Pimentel e encenada nos Montes Guararapes. Nesta peça, encenada todos os anos, interpreta Vidal de Negreiros.
- O Calvário de Frei Caneca - encenada nas ruas do Recife.
- Jesus e o Natal - Auto de Natal, também concebido por José Pimentel realizado tanto na época natalina como antes do espetáculo Paixão de Cristo do Recife.